# Operation: Mindcrime
Operation: Mindcrime es el tercer álbum de estudio de la banda estadounidense de metal progresivo Queensrÿche, editado en 1988 por EMI-Manhattan.
Es un álbum conceptual narrativo que tuvo una excelente crítica masiva y un gran éxito comercial. La historia del disco giraba alrededor de un drogadicto que es drogado para asesinar en nombre de un movimiento contestatario; el drogadicto ("Nikki") está atrapado entre su lealtad a la causa y su amor por una prostituta devenida monja ("Mary", cuya voz fue interpretada por Pamela Moore). Operation: mindcrime fue mencionado por los críticos junto a discos conceptuales notables tales como "The Wall" de Pink Floyd y "Tommy" de The Who.

## Detalles
El disco presenta partes habladas y diálogos que unen las canciones entre sí, y que van revelando la historia del hombre poco a poco. Está considerado como uno de los primeros y mejores álbumes de metal progresivo, que pavimentó el camino a bandas como Dream Theater. En enero de 1989, alcanzó el 34º puesto de la lista de la revista Kerrang! de "Los 100 mejores álbumes de Heavy metal de todos los tiempos".
Durante la gira de presentación del disco Empire, Operation: Mindcrime fue interpretado en su totalidad, y fue grabado y más tarde editado bajo el nombre de Operation LIVEcrime. 
En esta interpretación, los personajes salían a escena y desarrollaban sus papeles con la música del disco de fondo, tocadas por los miembros de la banda, como una ópera rock.
En los Estados Unidos el álbum fue certificado como disco de oro un año después de su salida al mercado, y platino en 1991. 
Se produjeron los vídeos de las canciones "I don't Believe in Love", "Eyes of a Stranger", "Revolution Calling", "Operation: Mindcrime". "Breaking the Silence" y "The Mission".
En 2003 el disco fue remasterizado y editado con dos canciones nuevas: "The Mission" y "My Empty Room". Tres años después, EMI editó una edición de lujo del álbum en formato box set que incluía la reedición de 2003, y un disco en directo grabado el 15 de noviembre de 1990 en Londres.
Operation: Mindcrime II, la segunda parte de la historia, fue editado el 4 de abril de 2006, en el que Ronnie James Dio encarna el papel de "Dr. X".
Geoff Tate, vocalista del grupo, ha declarado que tiene planes de realizar una película con la historia contada en Operation: Mindcrime y Operation: Mindcrime II, aunque no hay nada confirmado. 
Otro proyecto relacionado con el disco que en su momento pareció tomar forma es la versión musical para Broadway; en el año 2009 Playbill.com reveló que Adam Pascal estaba colaborando con la banda para sacar adelante la idea, aunque no hubo más novedades al respecto desde entonces.

## Lista de canciones
1. "I Remember Now" (Chris DeGarmo) – 1:17
2. "Anarchy-X" (DeGarmo) – 1:27
3. "Revolution Calling" (Geoff Tate, Michael Wilton) – 4:42
4. "Operation: Mindcrime" (DeGarmo, Tate, Wilton) – 4:43
5. "Speak" (Tate, Wilton) – 3:42
6. "Spreading the Disease" (Tate, Wilton) – 4:07
7. "The Mission" (DeGarmo) – 5:46
8. "Suite Sister Mary" (DeGarmo, Tate) – 10:41
9. "The Needle Lies" (Tate, Wilton) – 3:08
10. "Electric Requiem" (Scott Rockenfield, Tate) – 1:22
11. "Breaking the Silence" (DeGarmo, Tate) – 4:34
12. "I Don't Believe In Love" (DeGarmo, Tate) – 4:23
13. "Waiting for 22" (DeGarmo) – 1:05
14. "My Empty Room" (Tate, Wilton) – 1:28
15. "Eyes of a Stranger" (DeGarmo, Tate) – 6:39

Bonus tracks 2003
- "The Mission" (Directo) (DeGarmo) - 6:11
- "My Empty Room" (Directo) (Tate, Wilton) -2:43

## Personal

### Miembros de la banda
- Geoff Tate - Voz
- Chris DeGarmo - Guitarra, coros
- Eddie Jackson - Bajo, coros
- Michael Wilton - Guitarra, coros
- Scott Rockenfield - Batería

### Actores
- Pamela Moore - Sister Mary
- Anthony Valentine - Dr. X
- Debie Wheeler - Enfermera
- Mike Snyder - Marinero
- Scott Mateer - Predicador

### Créditos
- Peter Collins - Productor
- Michael Kamen - Arreglos orquestales
- James Barton - Ingeniero, mezclas
- Jim Campbell - Ingeniero asistente
- Bob Ludwig - Masterizador
- Paul Milner - Ingeniero asistente
- Paul Northfield - Ingeniero
- Ronald Prent - Asistente de mezclas
- Glen Robinson - Ingeniero asistente

## Posicionamiento

### Álbum
Billboard (EE. UU.)
| Año  | Lista             | Posición |
| ---- | ----------------- | -------- |
| 1988 | The Billboard 200 | 50       |

### Sencillos
Billboard 
| Año  | Sencillo             | Lista                  | Posición |
| ---- | -------------------- | ---------------------- | -------- |
| 1989 | "Eyes of a Stranger" | Mainstream Rock Tracks | 35       |